# .한국
.한국은 대한민국의 국제화 국가 코드 최상위 도메인이다. 《인터넷주소자원에 관한 법률》에 따라 한국인터넷진흥원에 의해 관리된다.

## 등록 기준[2]

### 구성
- 17자 이하이어야 하며, 한글이 1글자 이상 포함되어야 한다.
- 시작과 끝에 하이픈(-)이 없어야 한다.
- 세 번째와 네 번째에 연이어 하이픈(-)이 올 수 없다.

### 허용 문자
- 유니코드에서 지원하는 한글 11,172자, 영문 알파벳(A~Z, a~z), 숫자, 하이픈(-)

### 등록 유보어
- 공공의 이익 또는 특수 목적으로 사전에 목록을 정한 단어로써 등록이 제한된다.

## 같이 보기
- .kr
- 퓨니코드